# Big Noise
Big Noise – debiutancki album zespołu Apteka, nagrany w 1988 roku i wydany 21 marca 1990 roku przez wytwórnię Arston.

## Lista utworów
1. "Red Light" – 3:33
2. "Hard to..." – 2:09
3. "Marzenia" – 3:18
4. "Choroba" – 3:28
5. "Turtle" – 2:23
6. "Mieszanka" – 2:37
7. "Hey Little Baby" – 2:35
8. "Hazardziści" – 3:51
9. "Big Noise (Guitar Make)" – 4:16
10. "Jimi Hell" – 4:16
11. "Chłopcy" – 1:31

## Skład
- Jędrzej Kodymowski – wokal, gitara, gitara basowa
- Maciej Wanat – perkusja

Realizacja:
- Adam Toczko – realizacja
- Waldemar Rudziecki – producent